# 补充 (音乐)
在音乐中，补充是指一个乐思陈述单位完满终止结束之后出现的部分，是陈述结构外部的扩展。它的作用是巩固调性及终止式，作為加强结束感之用。补充部分长度不计算在该陈述结构之内。
要注意区分补充与扩充，两者意义不同。